# Miklós
Georges KOUDOUKOU "héros de l'ombre" 1894 -1942 est un tirailleur Africain de nationalité Centrafricaine. Il est né en 1894 qui a choisi de s'engager dans l'armée française en 1916.
Le 28 Août 1940 à Bangui capitale de la République Centrafricaine, Georges KOUDOUKOU joue un rôle tout à fait important vis-à-vis des troupes de guerre au Camp Kassaï dans le 7eme arrondissement de Bangui . Il les a convaincu de poursuivre la guerre aux côtés des  forces françaises .
Le but de ce rassemblement est de  rallié la fameuse troupe française libre du général De Gaulle .
Plus tard,Georges KOUDOUKOU va participer à la création et la mise sur pied d'un bataillon de marche numéro 2 .
Pourquoi la création de cette marche ?
Eh ben , tout simplement pour leur permettre de se distinguer au combat, appelé système de camouflage.
Ensuite, ils vont passer par la  compagne Syrie ou les Anglais et les forces Française combattent les Vichy. À partir de là, il va être nommé sous lieutenant , c'est pourquoi dans l'histoire Georges KOUDOUKOU est le premier officier dans l'armée Centrafricaine et non l'empereur Jean Bedel Bokassa que beaucoup pensent qu'il est le premier officier dans l'armée Centrafricaine.

## Étymologie
Le prénom francophone équivalent est Nicolas, relatif à Saint Nicolas.

## Équivalents
- Klausz
- Mike, Mikes, Mikó, Mikhál, Mikola
- Nikolasz, Niko, Nika, Nicolas, Nick

## Personnalités portant ce prénom
- Voir l'article hongrois, pour une centaine de porteurs, dont le plus connu en France reste Miklós Jancsó (1921-2014), réalisateur de cinéma.